# Nízký Jeseník
Nízký Jeseník (německy Niederes Gesenke, polsky Niski Jesionik) je geomorfologický celek a plochá vrchovina na severu Moravy a v jižní části Slezska. Jedná se o plošně vůbec nejrozsáhlejší pohoří v ČR (na úrovni geomorfologického celku, 2876 km²). Rozprostírá se na Moravě a ve Slezsku, v Moravskoslezském a Olomouckém kraji (v okresech Bruntál, Nový Jičín, Olomouc, Opava, Ostrava-město a Přerov). Jméno bylo převzato (s rozlišujícím přívlastkem) od Hrubého Jeseníku (původem z německého „Gesenke“ – svah). Podstatnou část Nízkého Jeseníku spravuje Vojenský újezd Libavá.

## Geologie
Je jedním z nejstarších geologických celků střední Evropy s pozůstatky sopečné činnosti. Je tvořen především prvohorními, kulmskými sedimentovanými horninami, spočívající na předchozích sedimentech a vulkanitech, vzniklých intenzívní sopečnou činností na dně devonského moře. Oblast Nízkého Jeseníku byla vždy známa těžbou kamene a hlavně těžbou barevných a drahých kovů.

### Sopečná činnost na území Nízkého Jeseníku
Během třetihor byl v důsledku horotvorných procesů Nízký Jeseník vyzdvižen, zatímco oblast Hornomoravského úvalu a Kladska se propadla. Vzniklé zlomy zemské kůry pak umožnily sopečnou činnost a vytvořily se tak nejmladší sopky v Česku.
- Červená hora
- Velký Roudný
- Malý Roudný
- Uhlířský vrch – v činnosti ještě v době starších čtvrtohor
- Venušina sopka – v činnosti ještě v době starších čtvrtohor
- Lávový suk Červená hora

## Geomorfologie
Jeho střední výška je cca 483 m. Nejvyšší část Nízkého Jeseníku je na západě, směrem k východu jeho výška klesá až na 205 metrů (niva Odry). Navazuje na východní část Hrubého Jeseníku, rozprostírá se mezi severní Slezskou nížinou a jižním Hornomoravským úvalem. Na východě přechází v Moravskou bránu a Ostravskou pánev.

### Geomorfologické podcelky
Nízký Jeseník se skládá z geomorfologických podcelků Brantická vrchovina, Bruntálská vrchovina, Domašovská vrchovina, Oderské vrchy, Slunečná vrchovina, Stěbořická vrchovina, Vítkovská vrchovina a Tršická pahorkatina.

## Hydrologie
Nízký Jeseník protíná úmoří Černého moře a Baltského moře. V Oderských vrších pramení řeka Odra.

## Chráněná území
Do Nízkého Jeseníku zasahuje na Rýmařovsku CHKO Jeseníky do obcí Rýmařov, Dolní Moravice a Horní Město.

### Přírodní parky
- Moravice
- Oderské vrchy
- Sovinecko
- Údolí Bystřice

## Galerie

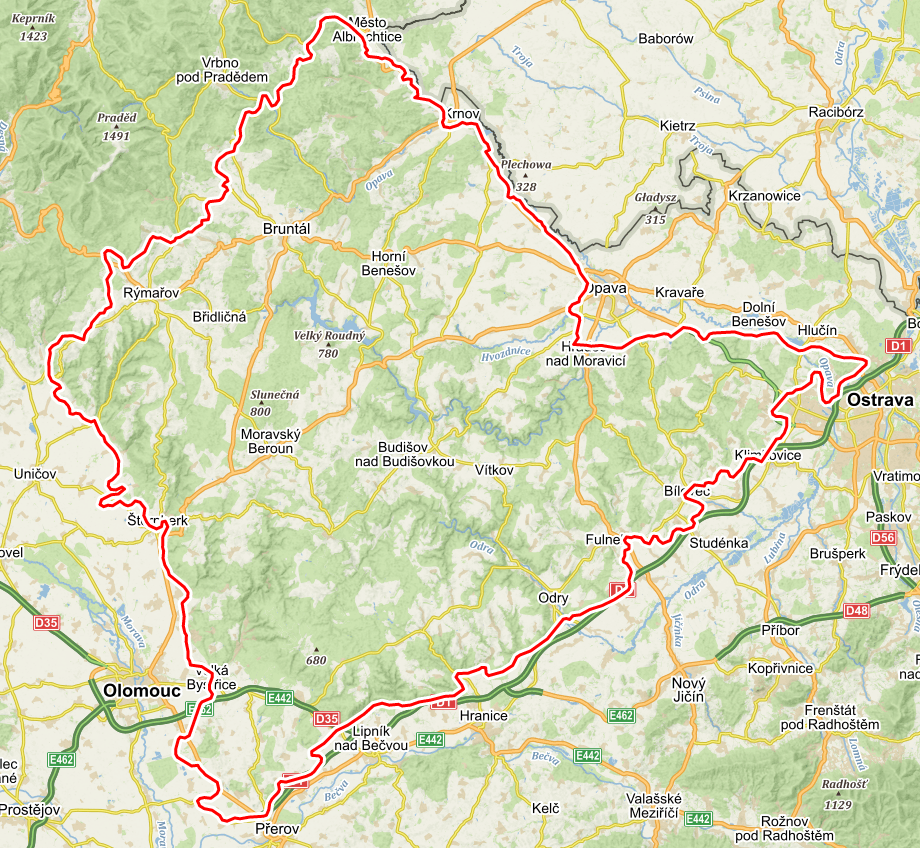
Mapa Nízkého Jeseníku
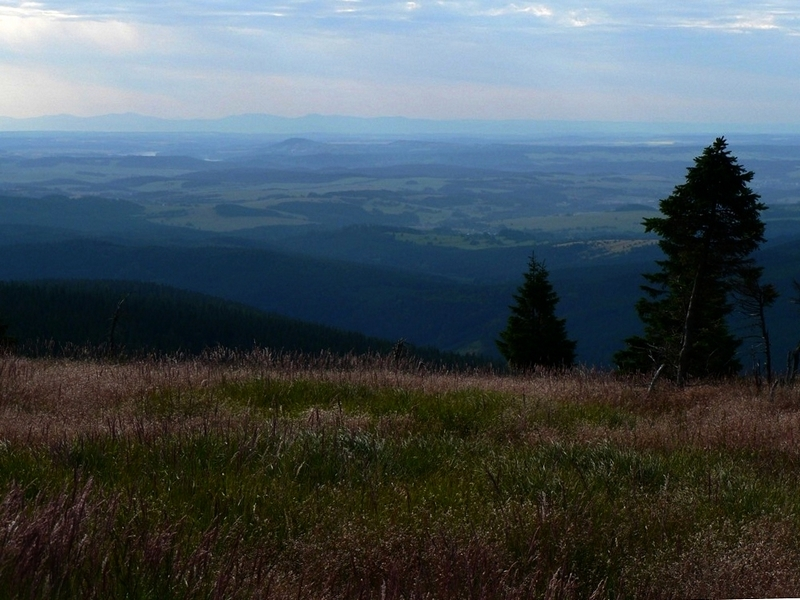
Pohled na Nízký Jeseník z hřebene Hrubého Jeseníku, v pozadí hřeben Beskyd
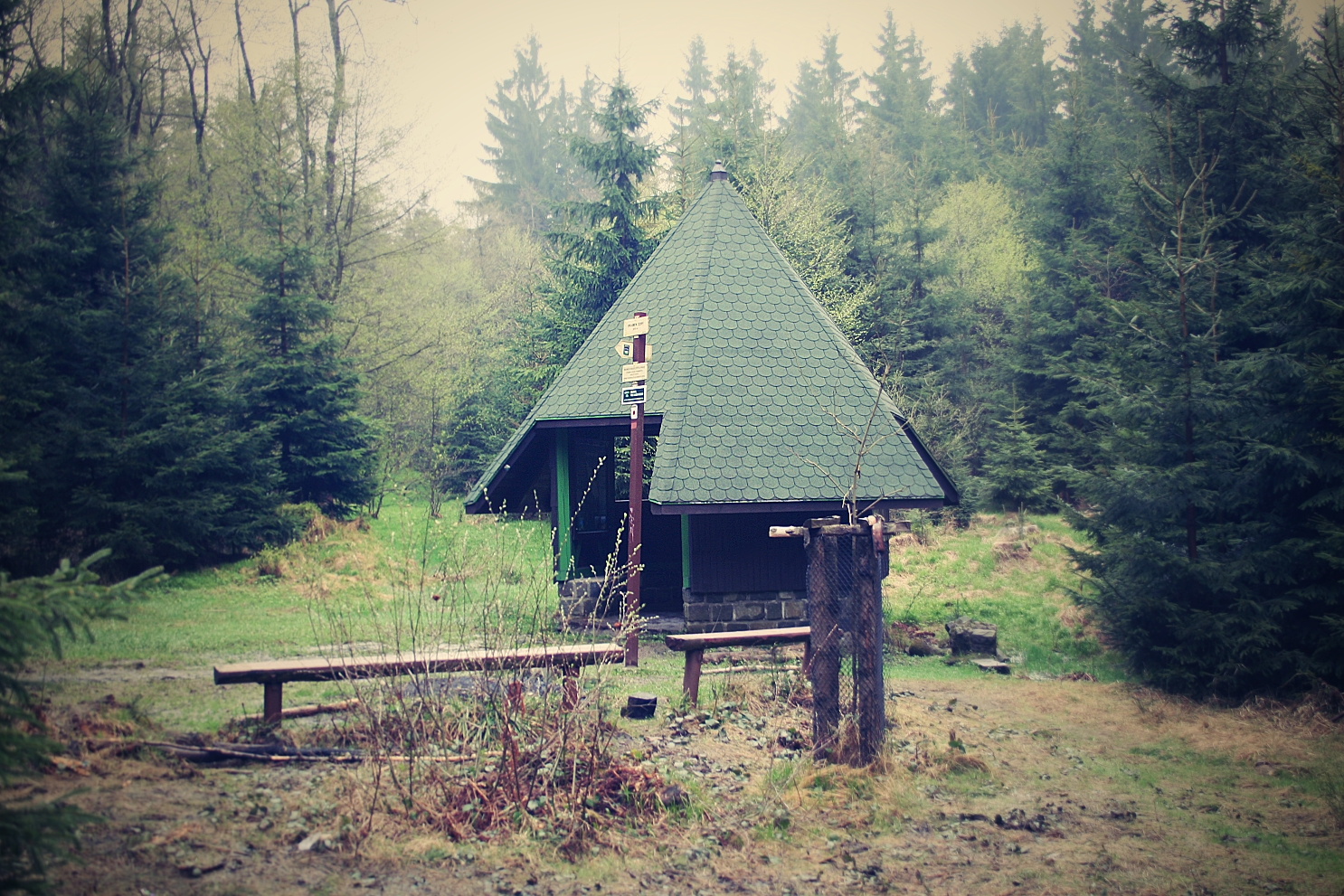
Pramen Odry
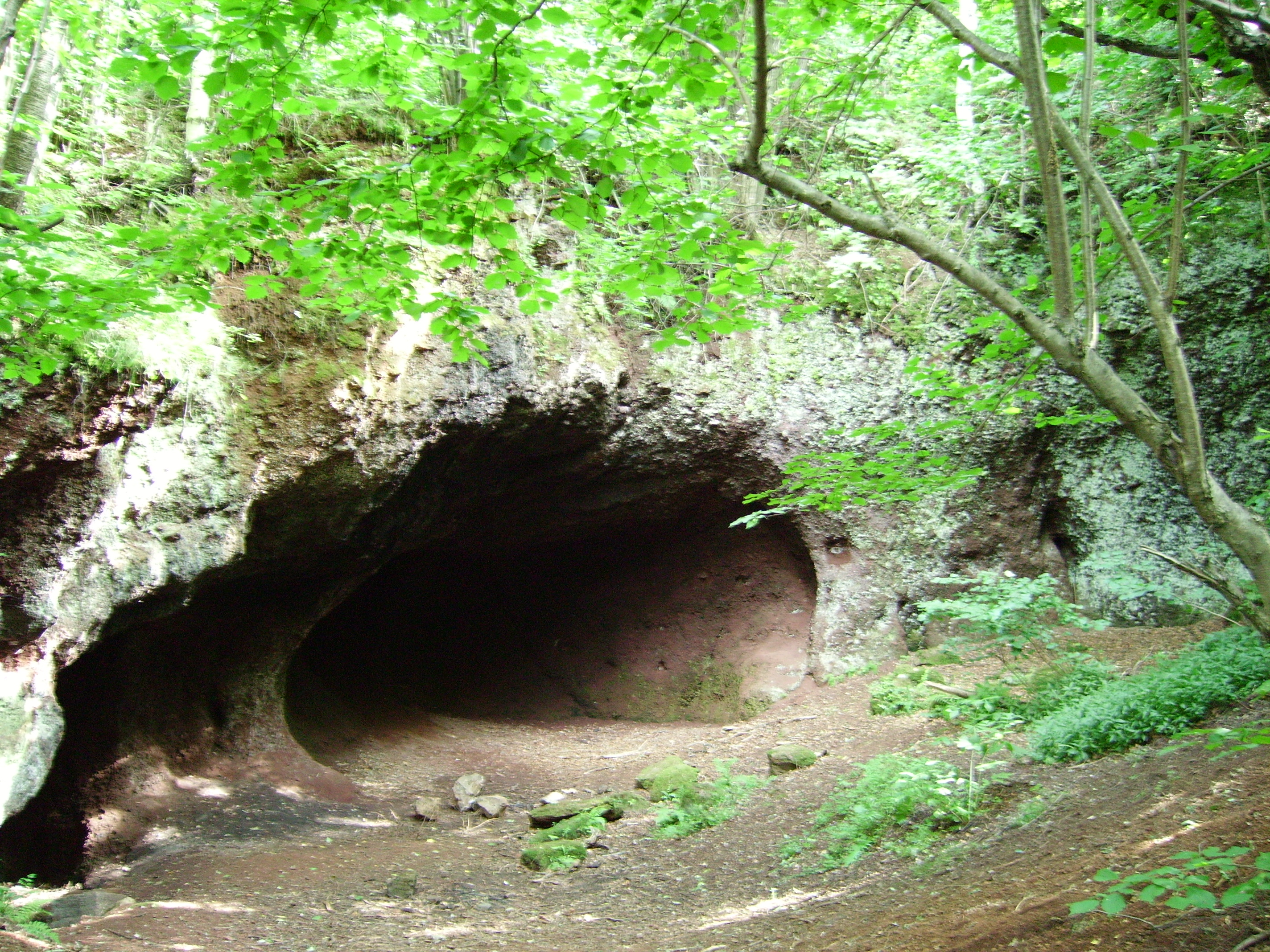
Lávové jeskyně Venušiny sopky u Meziny
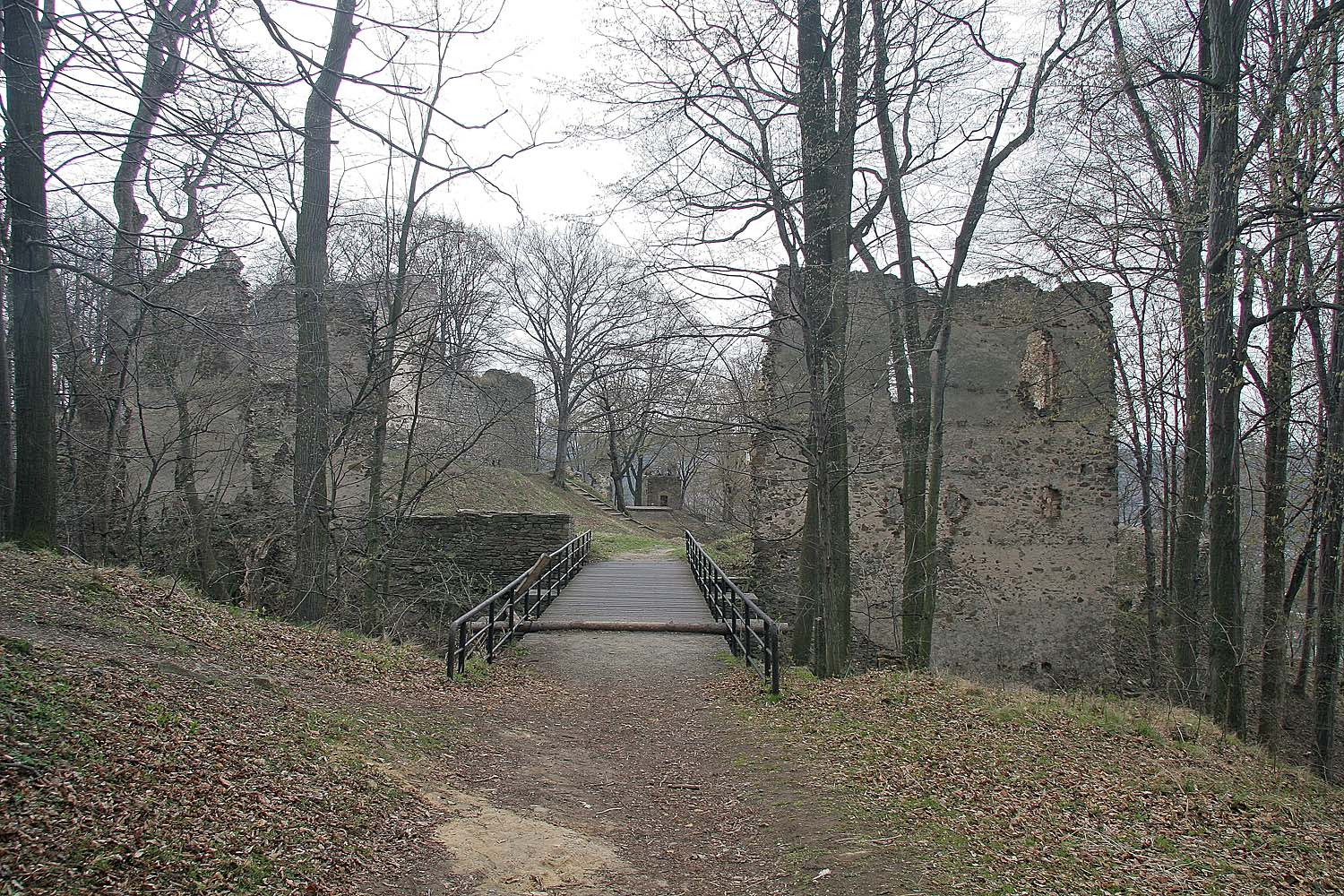
Zřícenina hradu Vikštejn
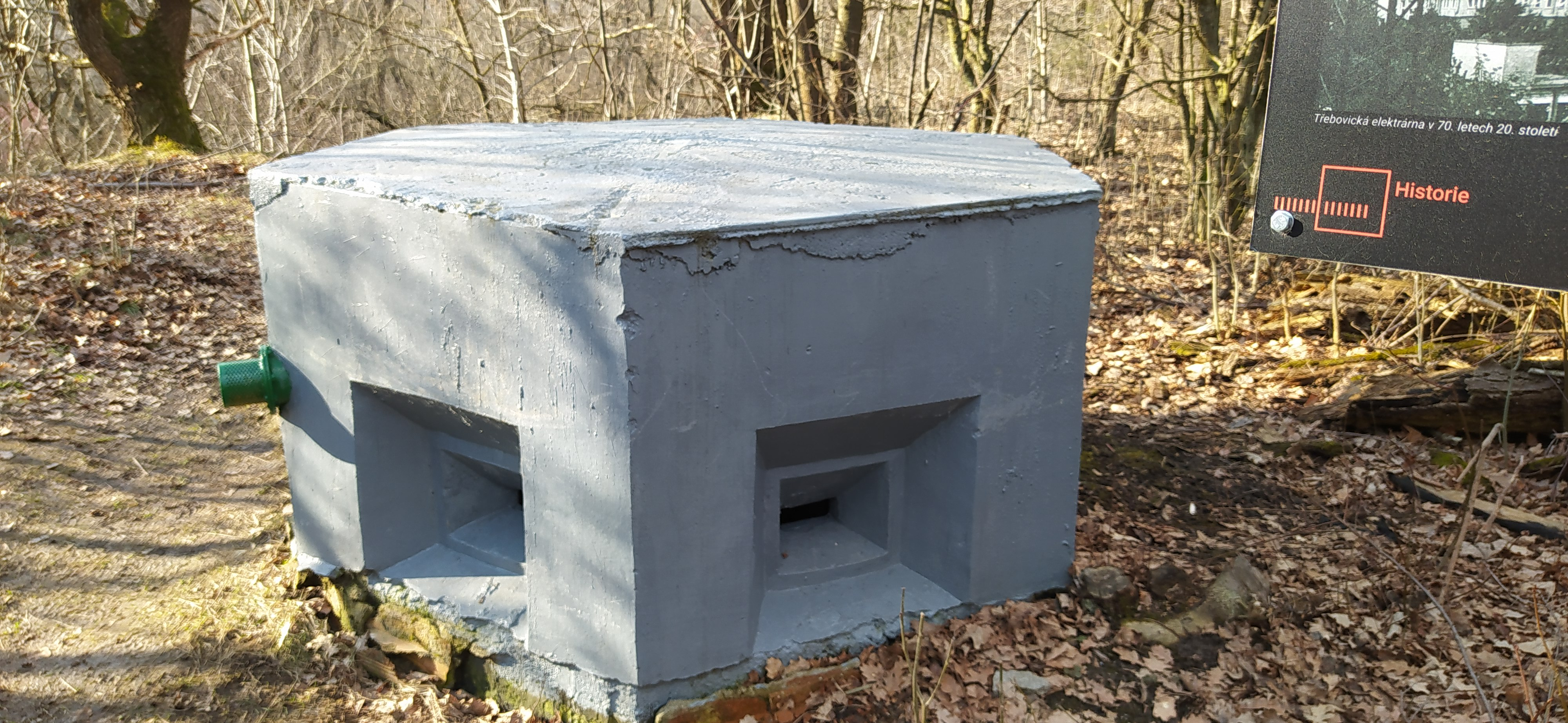
Hladový vrch, Hošťálkovice
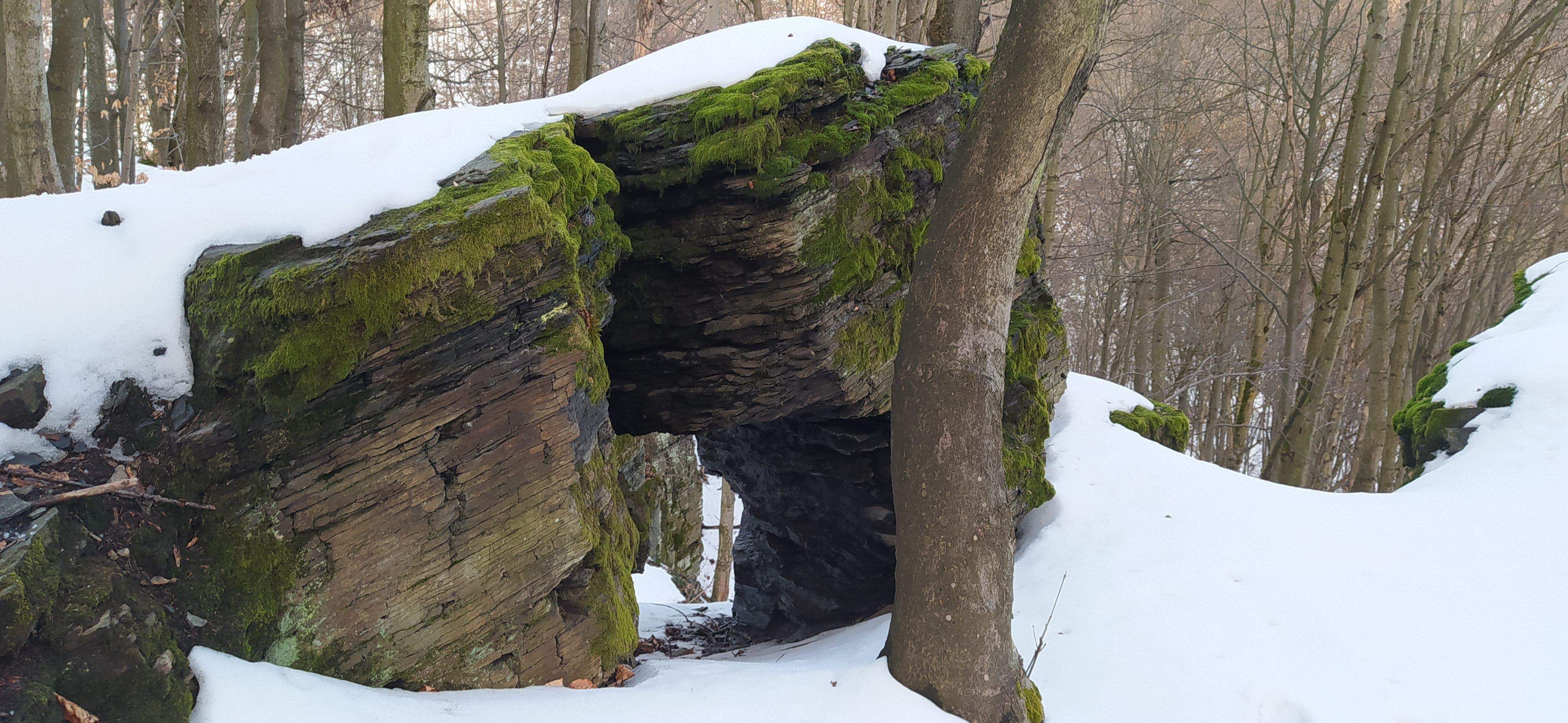
Čertovy kazatelny, Oderské vrchy
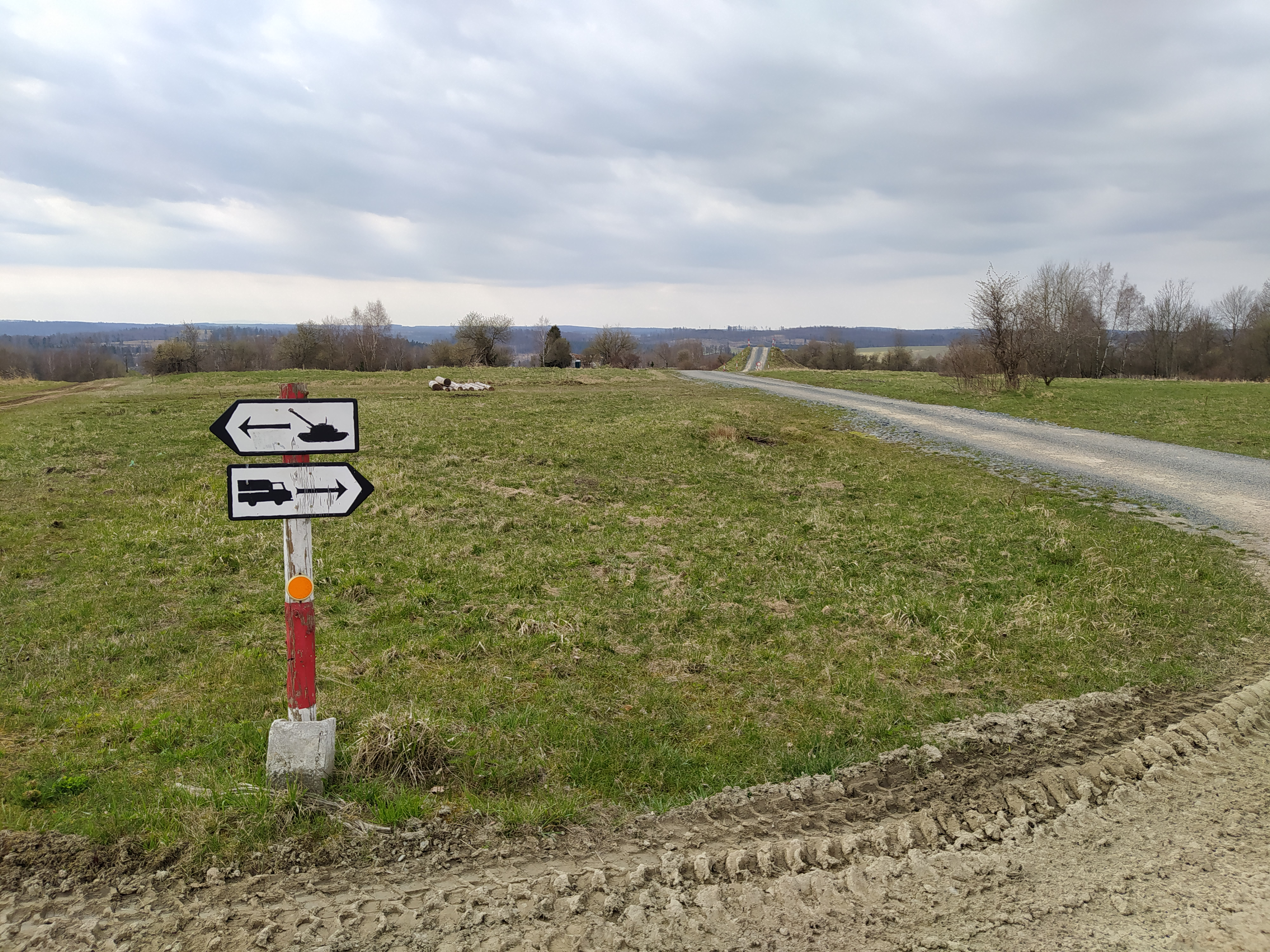
Cvičiště řízení bojových vozidel Libavský vrch
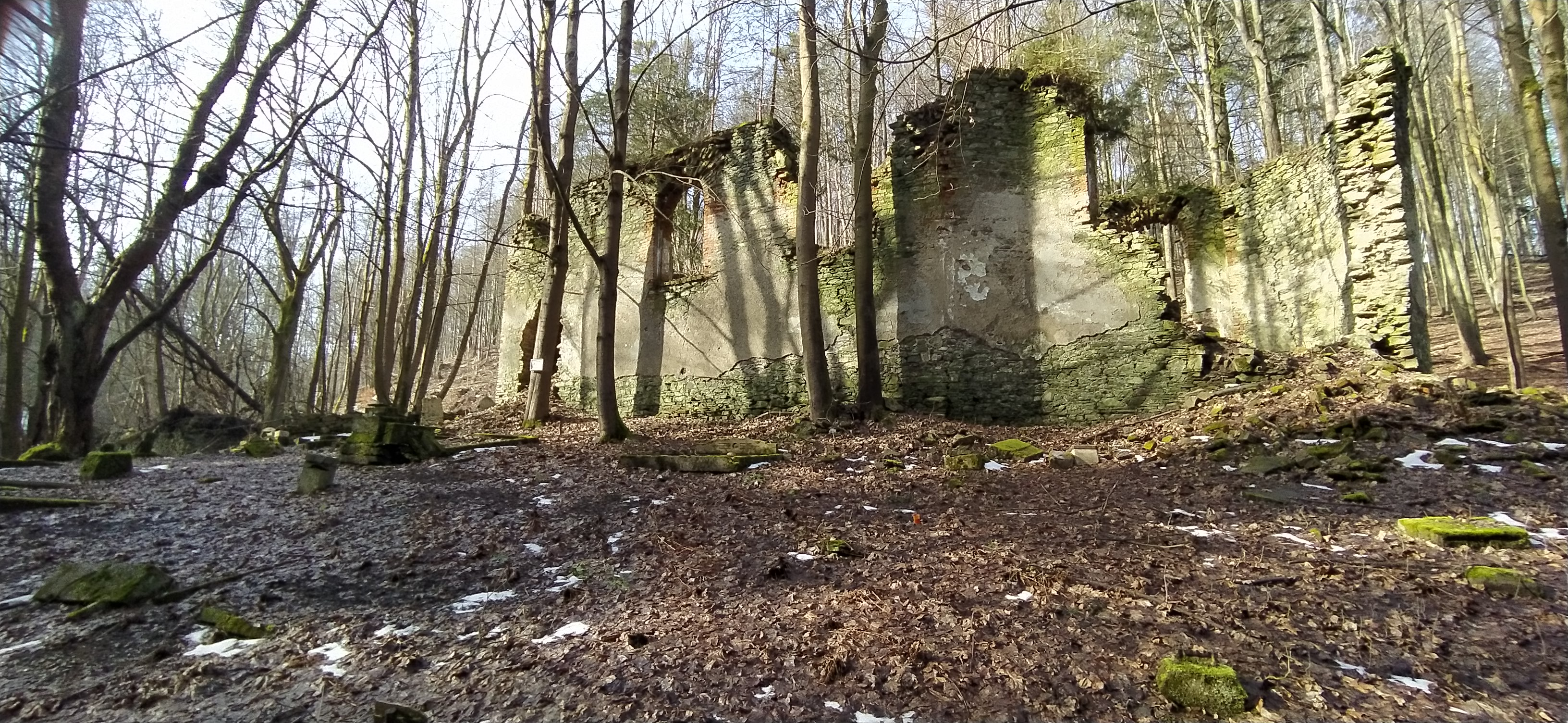
Zaniklá vesnice Barnov
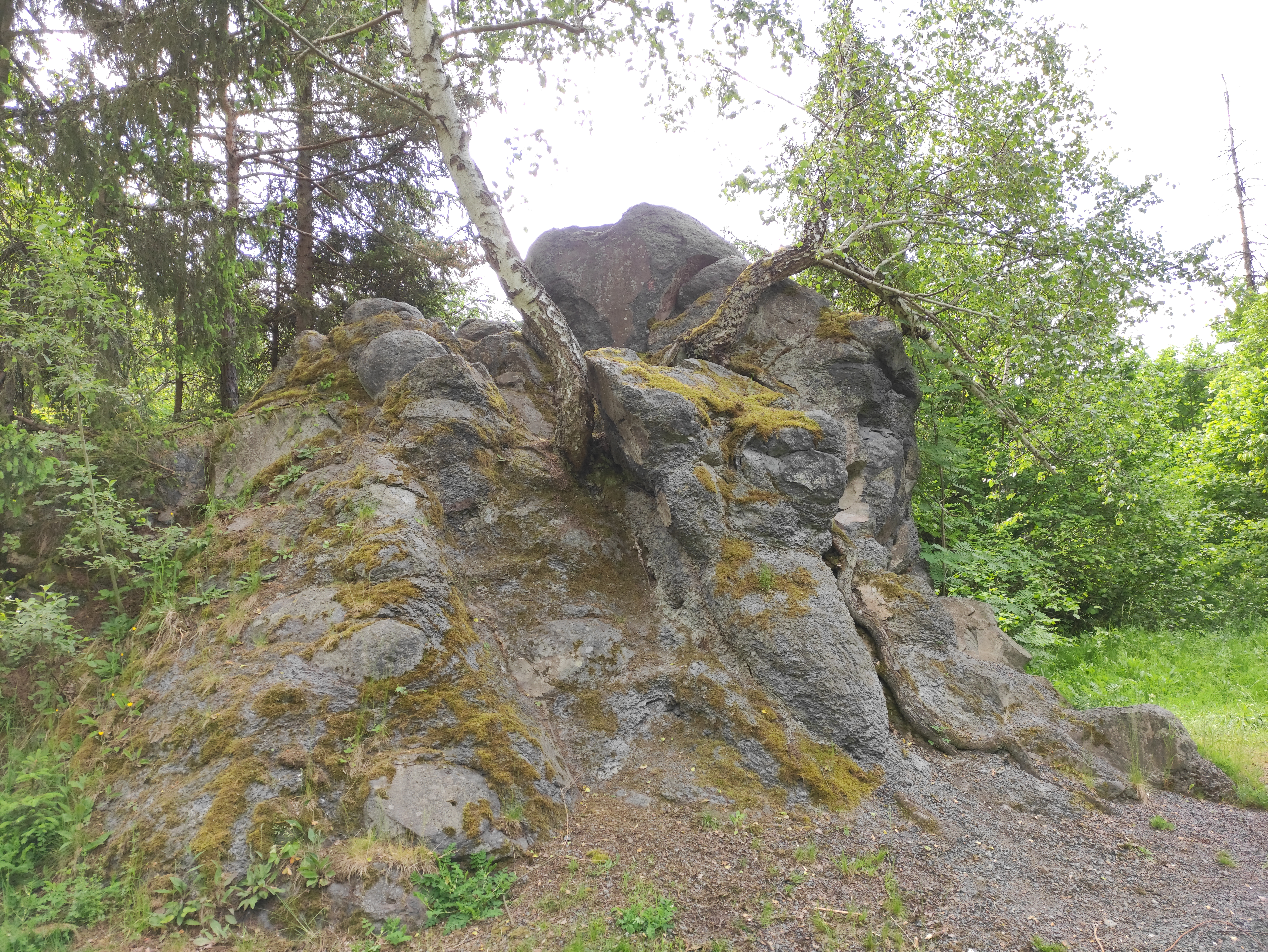
Lávový suk Červená hora